# Francois Hougaard
Pas d'image ? Cliquez ici

a Compétitions nationales et continentales officielles uniquement.

b Matchs officiels uniquement.
Dernière mise à jour le 3 mars 2025.
Francois Hougaard, né le 6 avril 1988 à Paarl, est un joueur de rugby à XV sud-africain évoluant principalement au poste de demi de mêlée, ou également comme ailier. Formé à la Western Province, il quitte Le Cap pour Pretoria en 2008 où il fait partie de l'effectif des Blue Bulls en Currie Cup et de celui des Bulls en Super 15. En 2016, il rejoint le club anglais de Worcester Warriors.
Il est international sud-africain depuis 2009. International de rugby à sept, il remporte la médaille de bronze lors de la première apparition de ce sport aux Jeux olympiques lors du tournoi de Rio en 2016.

## Biographie

### Premiers succès avec les équipes de Pretoria
Évoluant en 2007 avec la Western Province, il rejoint Pretoria en 2008. Il joue alors avec les Blue Bulls en Vodacom Cup, puis il est intégré au sein de la franchise Bulls où il dispute ses trois premiers matchs en Super 14 lors de cette saison 2008. Cette même année, il dispute sept matchs de la saison de Currie Cup, mais il ne participe toutefois pas à la phase finale, où les Blue Bulls s'inclinent en finale face aux Natal Sharks. L'année suivante, il ne dispute qu'une seule rencontre de Super 14. Lors de la finale de la Currie Cup contre les Free State Cheetahs, victoire 34 à 26, où il évolue au poste d'ailier, il inscrit le premier essai de son équipe après une passe au pied de son demi de mêlée Fourie du Preez,. Durant cette saison, il dispute quatorze rencontres de cette compétition et inscrit six essais. Il fait également ses débuts avec les Springboks en rentrant en jeu face à l'Italie lors des tests de novembre.
Il dispute douze rencontres de la saison 2010 de Super 14, inscrivant sept essais, où les Bulls remportent la compétition après avoir battu les Crusaders 29 à 24 en demi-finale puis les Stormers 25 à 17. Il dispute ces dernières rencontres, inscrivant un essai lors de la finale. Cette même année, il dispute huit rencontres et inscrit deux essais lors de la saison de Currie Cup où les Blue Bulls s'inclinent en demi-finale face aux Natal Sharks sur le score de 16 à 12.

### Coupe du monde et titulaire chez lesSpringboks
Il dispute treize rencontres lors de la saison 2011 de Super 15. Préféré au poste de demi de mêlée à  Fourie du Preez contre les Reds, il est de nouveau aligné à ce poste en fin de saison, après une nouvelle blessure de Du Preez. 
Après la saison de Super 15, il figure parmi une liste de 21 joueurs non retenu pour les deux premiers tests du Tri-nations 2011, ce qui est alors comme une décision du sélectionneur Pieter de Villiers de protéger sonéquipe en vue de la coupe du monde. Il dispute ensuite les deux derniers tests, disputés en Afrique du Sud, défaite à Durban contre les Australiens et victoire à Port Elizabeth contre les All Blacks. Il est retenu dans le groupe de 30 joueurs pour la coupe du monde.
Lors de celle-ci, il est utilisé au poste de remplaçant lors du match d'ouverture contre le pays de Galles. il inscrit un essai à la 65e minute, scellant la victoire 17 à 16 de son équipe. Non utilisé lors du match suivant, face aux Fidji, il est titularisé au poste de demi de mêlée lors de la victoire 87 à 0 contre la Namibie, inscrivant deux essais, à la 67e et à la 80e minute. Il rentre en fin de match lors du match contre les Samoa. Lors du quart de finale disputé face à l'Australie, il entre sur le terrain à la 50e minute, son équipe s'inclinant sur le score de 11 à 9.
Lors de la saison 2012 de Super 15, Hougaard inscrit vingt points en seize rencontres, dont le match de barrage perdu 28 à 13 face aux Crusaders. Pour les trois tests de juin contre les Anglais, le sélectionneur sud-africain  Heyneke Meyer ne retient pas Fourie du Preez. Hougaard est titularisé lors du premier test, remporté 22 à 17, puis confirmé lors du test suivant où les Springboks s'assurent de la victoire dans la série en l'emportant 36 à 27, Hougaard inscrivant le troisième des quatre essais de son équipe dès la 18e minute. Il est également titulaire lors du dernier test, terminé sur le score de 14 partout. Il est de nouveau aligné au poste de demi de mêlée lors des deux premiers tests du Rugby Championship, contre l'Argentine, victoire 27 à 6 au Cap puis match nul 16 partout à Mendoza. Lors des quatre matchs suivants, le poste de demi de mêlée est confié à Ruan Pienaar, Francois Hougaard retrouvant un poste de titulaire à l'aile. Juste après cette compétition, il dispute une seule rencontre de la phase régulière de la saison de Currie Cup, puis rentre en jeu lors de la demi finale perdue face aux Natal Sharks où Jano Vermaak lui est préféré au poste de demi de mêlée. Pour les tests de novembre, il est titulaire au poste d'ailier face à l'Irlande, l'Écosse et l'Angleterre, trois victoires.

### Blessures puis retour
L'année suivante, il dispute onze rencontres de la saison de Super 15 avec les Bulls, inscrivant un essai. Malgré l'avantage de disputer la demi-finale à domicile, et le fait de retrouver deux Springboks de retour de blessure, Jan Serfontein et Hougaard, ce dernier connaissant des problèmes de cartilage au genou droit, les Sud-Africains s'inclinent face aux Brumbies sur le score de 26 à 23. Il est ensuite privé de la fin de la saison en raison d'une blessure à la hanche nécessitant une intervention chirurgicale.
Revenu de blessure, il dispute les seize matchs de la saison régulière des Bulls qui terminent deuxième de la conférence sud-africaine derrière les Sharks. Il retrouve les Springboks en juin, disputant un test contre l'Écosse à Port Elizabeth. Il dispute ensuite quatre tests du Rugby Championship. D'abord en Argentine, puis en Nouvelle-Zélande, deux matchs où il rentre en jeu en tant que demi de mêlée. Puis au Cap face à l'Australie, lors de la victoire 28 à 10, et enfin à Johannesbourg lors de la victoire 27 à 25 face aux All Blacks, deux rencontres où il est titulaire au poste de demi de mêlée. Il est également présent dans le groupe qui se rend dans l'hémisphère nord, occupant ce même poste lors de la défaite face à l'Irlande, puis remplaçant face à l'Italie et au pays de Galles.
Lors de la saison 2015 de Super Rugby, il dispute les seize rencontres disputés par les Bulls et inscrit sept essais. Les Bulls terminent troisième de la conférence sud-africaine et ne se qualifient pas pour la phase finale.
Il signe en faveur du club japonais des Canon Eagles, club qu'il devait rejoindre après la coupe du monde. Déçu de ne pas avoir été retenu par les sélectionneurs sud-africain pour celle-ci, il décide de disputer d'abord la saison de Currie Cup, disputant dix rencontres et inscrivant cinq essais. Il dispute la demi-finale perdue 23 à 18 face à la Western Province.

### Rugby à sept
Neil Powell, le sélectionneur de l'équipe sud-africaine de rugby à sept, désire renforcer son équipe en essayant d'incorporer des quinzistes, comme Bryan Habana, Lwazi Mvovo, Damian de Allende, Juan de Jongh ou Hougaard au sein des Blitzbok. Ces deux derniers sont retenus pour le tournoi de Dubaï, premier tournoi de la saison des World Rugby Sevens Series. Il dispute cinq matchs et inscrit deux essais. Il dispute l'étape sud-africaine, où il joue cinq matchs et inscrit un essai, les Blitzbok remportant le tournoi. Il est de nouveau retenu pour l'étape néo-zélandaise à Wellington où il joue six matchs et où l'Afrique du Sud s'incline en finale face à la Nouvelle-Zélande. Lors de l'étape australienne disputée à Sydney, il inscrit deux essais et joue six matchs, l'Afrique du Sud s'inclinant en demi-finale. 
Il rejoint alors le club anglais de Worcester Warriors. Il dispute neuf rencontres du championnat d'Angleterre, inscrivant trois essais. Il retrouve de nouveau la sélection de rugby à sept pour les deux étapes européennes, le tournoi de Paris, six matchs et un essai, et pour l'étape londonienne où il inscrit deux essais et joue six matchs d'une compétition perdue en finale face à l'Écosse. 
Il ne figure pas parmi les douze joueurs retenu par Neil Powell pour défendre les couleurs sud-africaines lors de la première apparition du rugby à sept aux Jeux olympiques lors du tournoi de Rio. Il remplace Seabelo Senatla, blessé lors du quart de finale victorieux face à l'Australie. Hougaard participe à la demi-finale perdue 7 à 5 à la Grande-Bretagne. Bien que blessé au genou lors de cette rencontre, il participe au match pour la troisième place face au Japon, remporté sur le score de 52 à 14. Senatla ne pouvant obtenir une médaille selon les règles du Comité international olympique, Hougaard donne à celui-ci sa médaille de bronze. Finalement, le CIO lui remet une autre médaille pour récompenser son esprit de sportivité.
Après les Jeux, Hougaard et Lwazi Mvovo figurent dans un groupe de 28 joueurs afin de préparer les troisième et quatrième match du Rugby Championship
. Il est utilisé au poste d'ailier lors de ces deux tests, en Australie et Nouvelle-Zélande, deux défaites. Il est également présent dans le groupe pour les deux matchs à domicile face à ces deux adversaires. Il est titulaire lors de ces deux matchs où l'Afrique du Sud s'impose face aux Wallabies mais s'incline 57 à 15, plus large défaite face aux All Blacks sur le sol sud-africain.

## Palmarès
- Vainqueur de la Currie Cup : 2009
- Vainqueur du Super 14 :  2010
- Médaille de bronze de rugby à sept aux Jeux Olympiques 2016